# Leif "Pepparn" Pettersson
Leif Einar Valdemar "Pepparn" Pettersson, född 29 juni 1953 i Lindesbergs församling, Örebro län, död 28 maj 1988 i Forsa församling, Gävleborgs län
, var en svensk dragspelare. 
Redan som fyraåring började han spela dragspel, men innan han blev heltidsmusiker arbetade han som plåtslagare och skogsarbetare. Under 1970-talet hade han sin glansperiod och turnerade i hela Sverige med olika band, bland annat gruppen Upplänningarna, och gjorde även flera stora framträdanden i Norge.
Han slog igenom 1972 i Bosse Larssons TV-program Nygammalt och blev rikskänd över en natt. Numera är han en kultfigur i dragspelskretsar i Sverige och Norge. Vid flera tillfällen medverkade han i TV-program, bland annat i SVT:s Nygammalt. Vid invigningen av fotbolls-VM 1974 i Västtyskland framträdde han som representant för Sverige tillsammans med Family Four och två spelmän i showen.
Pepparn dog 1988 i dubbelsidig lunginflammation, märkt av ett hårt liv med mycket alkohol.

## Diskografi
LP
- 1973 Pepparns svänggäng (Round Up)
- 1973 Pepparn, Ebbe Jularbo, Skäggisarna: Nää, nu jäsicken! (Round Up)
- 1974 Ebbe & Pepparn: Spelar Jularbo. (Fjedur)
- 1975 Ebbe & Pepparn: Nu brinner det i spelet. (Fjedur)
- 1977 Pepparn, Ebbe och Britt-Marie: Till dansen. (Sonet)
- 1981 Pepparn, Älgen och Bälgen & Zigges zydecoband: Debut&Comeback (Bandana)

CD
- 1998 "Fröjd på vischan" (samling från Round Up's LP)